# Ctenopseustis
Ctenopseustis es un género de polillas de la familia Tortricidae.

## Especies
- Ctenopseustis filicis Dugdale, 1990
- Ctenopseustis fraterna Philpott, 1930
- Ctenopseustis haplodryas Meyrick, 1920
- Ctenopseustis herana (Felder & Rogenhofer, 1875)
- Ctenopseustis obliquana (Walker, 1863)
- Ctenopseustis servana (Walker, 1863)